# Turaco-de-crista-violeta
O turaco-de-crista-violeta (Gallirex porphyreolophus) é uma ave musofagiforme que pode ser encontrada no Sul e Leste africano, particularmente em Moçambique, onde ocorre em todo o território. Habita florestas, savanas, zonas densas de arbustos, parques e jardins. Anteriormente encontrava-se no género Tauraco.
Este turaco é uma ave de médio porte, com cerca de 40 cm de comprimento. É muito fácil de identificar, pela sua plumagem de cor verde, com tons de azul metálico na metade inferior do dorso e asas. A cauda é longa, quadrada e azul-violácea, bem como a crista que apresenta na cabeça. As remiges são vermelhas, mas evidentes apenas em voo. O bico é curto e preto. Os olhos são escuros e rodeados por um anel vermelho.
O turaco-de-crista-violeta vive em casais ou pequenos grupos. Mantém-se sempre perto das árvores que habita e é raro voar em campo aberto. É muito ágil e consegue correr e saltar entre ramos de árvore. A alimentação dos adultos é à base de frutos e os juvenis são alimentados através de regurgitação de insetos e moluscos, sobretudo lesmas.
A época de reprodução decorre entre Agosto e Janeiro. O ninho é construído como uma plataforma de ramos e gravetos a cerca de 4 metros do solo. As posturas têm em média 2 a 3 ovos brancos, incubados ao longo de 22 a 25 dias por ambos os membros do casal, por vezes ao mesmo tempo. Os juvenis recebem os cuidados parentais dos dois progenitores e adquirem capacidade de voo por volta das 5 semanas de vida.
O turaco-de-crista-violeta não se encontra em risco de extinção.

## Distribuição geográfica
Pode ser encontrado nos seguintes países: Burundi, Quénia, Malawi, Moçambique, Ruanda, África do Sul, Suazilândia, Tanzânia, Uganda, Zâmbia e Zimbabwe.